# Abrocomidae
Abrocomidae là một họ động vật có vú trong bộ Gặm nhấm. Họ này được Miller and Gidley miêu tả năm 1918.

## Phân loại
- Họ Abrocomidae - chinchilla rats
  - †Protabrocoma
    - †Protabrocoma antigua

  - Abrocoma
    - Abrocoma bennettii
    - Abrocoma boliviensis
    - Abrocoma budini
    - Abrocoma cinerea
    - Abrocoma famatina
    - Abrocoma shistacea
    - Abrocoma uspallata
    - Abrocoma vaccarum

  - Cuscomys
    - Cuscomys ashaninka
    - †Cuscomys oblativus